# 野田武夫
野田 武夫（のだ たけお、1895年2月8日 - 1972年6月7日）は、昭和期の日本の政治家。総理府総務長官・自治大臣。位階は正三位。元衆議院議員の野田毅は娘婿。

## 来歴・人物
熊本県飽託郡川口村（現・熊本市南区）出身。
旧制熊本中学校（現熊本県立熊本高等学校）を経て、1923年早稲田大学法学部独法科を卒業後、国民新聞記者、東京朝日新聞政治部記者、神奈川新聞社社長、町田忠治商工大臣秘書官を経て、1936年第19回衆議院議員総選挙に立憲民政党公認で旧神奈川2区より立候補して当選を果たす。以後戦後も含めて当選8回。戦前は軍需政務次官、商工省参与などを務めた。政党解消後は翼賛議員同盟→翼賛政治会→大日本政治会に所属した。
戦後は大日本政治会の流れを汲む日本進歩党の結成に参加したが、翼賛選挙で翼賛政治体制協議会の推薦を受けて当選したため公職追放に遭い、解除後はいったん国民民主党に入党した後、民政旧友会が分裂して誕生した新政クラブの結成に参加。その後改進党に合流したが、政界に返り咲いたのは日本民主党公認で立候補し当選した1955年の第27回衆議院議員総選挙であった。保守合同後は大麻唯男・宮沢胤勇・小泉純也・浜野清吾・真鍋儀十・山本粂吉・中村庸一郎ら旧民政党系右派の政治家が結集した大麻派に属し、大麻派が岸信介派に合流してからは岸派に属した。さらに岸派が池田勇人支持をめぐって分裂すると1962年に河野一郎派へ移った。
1963年の衆議院総選挙で石坂繁の地盤を継ぐ格好で旧熊本1区に鞍替え、同年の第2次池田第3次改造内閣で総理府総務長官として初入閣を果たした。政治記者出身者特有のアクの強さを感じさせない温厚な人柄で、1967年旧河野派が分裂すると、中曽根康弘率いる新政同志会の座長を務め、中村梅吉とともに長老として派内融和に努めた。
1968年の第2次佐藤第2次改造内閣で自治大臣兼北海道開発庁長官。1972年6月7日 死去。77歳没。
日中友好に熱心な議員の一人であり、その政治姿勢は娘婿の毅にも受け継がれている。